# SKOOP (アルバム)
『SKOOP』（スクープ）は、SKOOP（現Skoop On Somebody）の1枚目のオリジナル・アルバム。1997年9月1日に発売された。

## 概要
現Skoop On SomebodyがSKOOP名義で発表した最初のアルバム。
デビューシングルである「No Make de On The Bed」およびそのカップリング曲の「碧い雨」は収録されていない。
2022年11月30日にアナログ盤が発売された。

## 収録曲
全曲作詞・作曲・編曲：SKOOP
1. Process of Luv
2. Call Me
3. Nice'n Slow
4. I Don't Wanna Let U Go
5. Come Back 2 Me
6. バラ色
7. Sexy Sexi Sexe
8. NANA
9. 友達だから
10. Bye Bye 〜その日が来るまで〜